# Patrici d'Irlanda

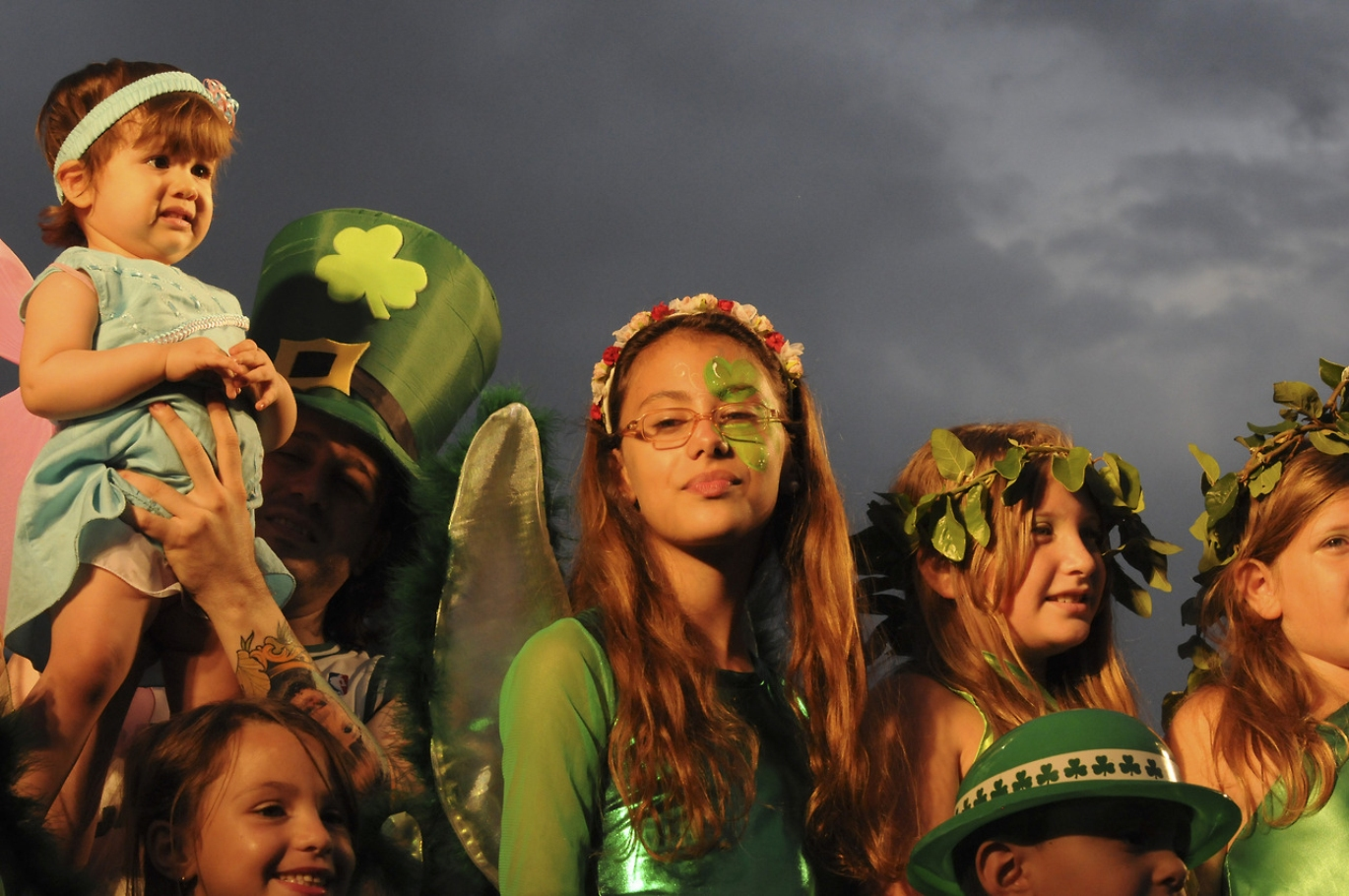
Dia de Sant Patrici a Buenos Aires (Argentina)

Patrici —nascut com a Maewyin Succat en gaèlic — (Bannaventa Berniae, Carlisle, Cúmbria, Anglaterra, ca. 387 - Saul, Comtat de Down, Irlanda del Nord, 461) va ser un religiós britó, missioner i evangelitzador de les terres d'Irlanda i fundador del cristianisme en aquesta illa. Venerat com a sant per diverses confessions cristianes, és el sant patró d'Irlanda, celebrat per les comunitats irlandeses d'arreu del món.

## Biografia

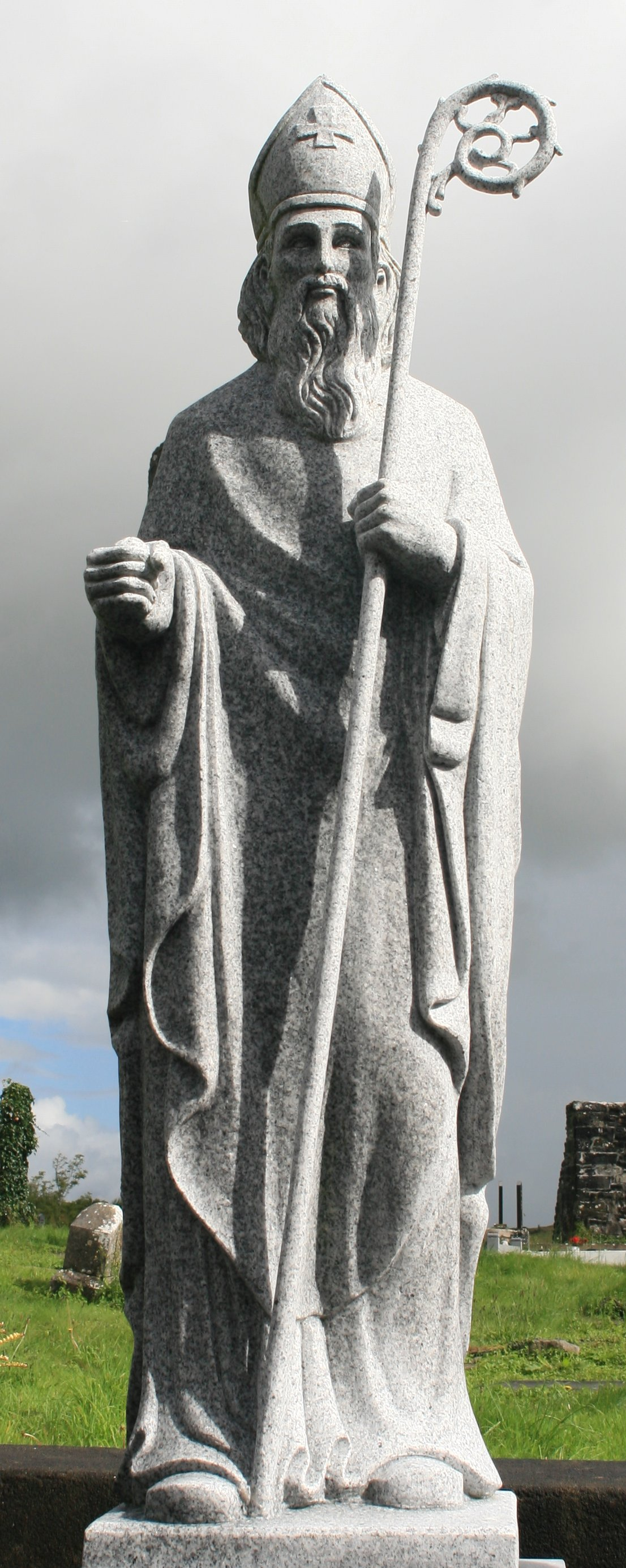
Estàtua de Sant Patrici.

Les seva vida és narrada a l'Acta Sanctorum, a la seva vida segons Jocelí (un monjo de l'abadia de Furness a Lancashire al segle xii) i als annals irlandesos; les contradiccions són tan grans que alguns fins i tot han negat la seva existència. Un document més fiable és la Confessio S. Patricii, a manera d'autobiografia, on fa un resum de la seva vida i fets.
Nasqué a la costa oest de Gran Bretanya a la vila de Benaven o Bonavem Taberniae (identificada amb diversos llocs entre els quals el més tradicional és el lloc de la moderna Kilpatrick). De nom Maewyin Succat, era fill d'un noble romà, Calphurnius, i de Conchesa. Als setze anys fou capturat per pirates pagans i venut com a esclau a Irlanda; allí va aprendre l'idioma i els costum irlandeses i fou pastor per un temps; es va escapar i va poder tornar a casa; al cap de pocs anys fou capturat altre cop però va obtenir la llibertat al cap de dos mesos; en veure la situació moral dels irlandesos desenvolupà una forta fe cristiana i va decidir tornar a Irlanda com a missioner i va començar a estudiar com un sacerdot. Entre 412-415, va estudiar al monestir al santuari de l'illa de Lerins, enfront de la Costa Blava. Això va ser seguit per més anys d'estudi al monestir d'Auxerre, sota la guia de Germà d'Auxerre, qui el va ordenar l'any 417.
Després de 15 anys com a deixeble de Germà d'Auxerre, a ser cridat a Roma on primer, l'any 432, el Papa Celestí I el va consagrar com a bisbe d'Irlanda, amb el nom de 'Patrici', on ja exercia el ministeri Pal·ladi d'Escòcia, el primer bisbe d'Irlanda.
Patrici va viatjar a Irlanda, arribant a Slane l'hivern de 432 establint-se a Armagh, al nord del país, sota la protecció de Dichiu, un rei local, que en va ser un dels primers conversos al cristianisme i li va donar un graner, que va ser la primera església establerta per Patrici. Va predicar l'evangeli i a això va dedicar la resta de la seva vida.
La seva tornada a Anglaterra, on després d'uns anys de residència fou nomenat bisbe, o els viatges a Itàlia o França, són probablement imaginaris; segons una de les tradicions després de ser ordenat bisbe tornà a Irlanda com a missioner.

## Obres
Algunes obres són considerades seves o directament relacionades:
1. Confessio S. Patricii de Vita et Conversatione sua
2. Epistola ad Coroticumn, o Epistola ad Christianos Corotici tyrani subditos
3. Charta s. Epistola de Antiquitate Avalonica

## Llegendes
Es diu d'ell que feu el miracle d'expulsar les serps d'Irlanda, tot i que també es diu que a Irlanda no hi ha serps i que és més aviat una referència a símbols pagans. L'absència d'aquests rèptils a l'illa es deu segurament al fet que durant la darrera glaciació l'illa d'Irlanda quedà coberta pel glaç perpetu no permetent l'existència de nínxols ecològics adequats (temperatura principalment) i que el desglaç posterior en provocà l'aïllament per mar impedint-ne la colonització un cop retirat el glaç.
Les llegendes també associen a Sant Patrici l'ensenyament de la Santíssima Trinitat a través del trèvol de tres fulles, remarcant el dogma cristià de tres divinitats en un sol Déu. Actualment, el trèvol és un dels símbols irlandesos.

## Tradicions
Atès el gran nombre de descendents d'irlandesos que hi ha arreu del món, la festa de Sant Patrici se celebra a moltes ciutats amb grans desfilades. Les més destacades són a Dublín, Nova York, Manchester, París, Roma i moltes d'altres. També és el patró de Nigèria que va ser evangelitzat principalment per religiosos irlandesos.

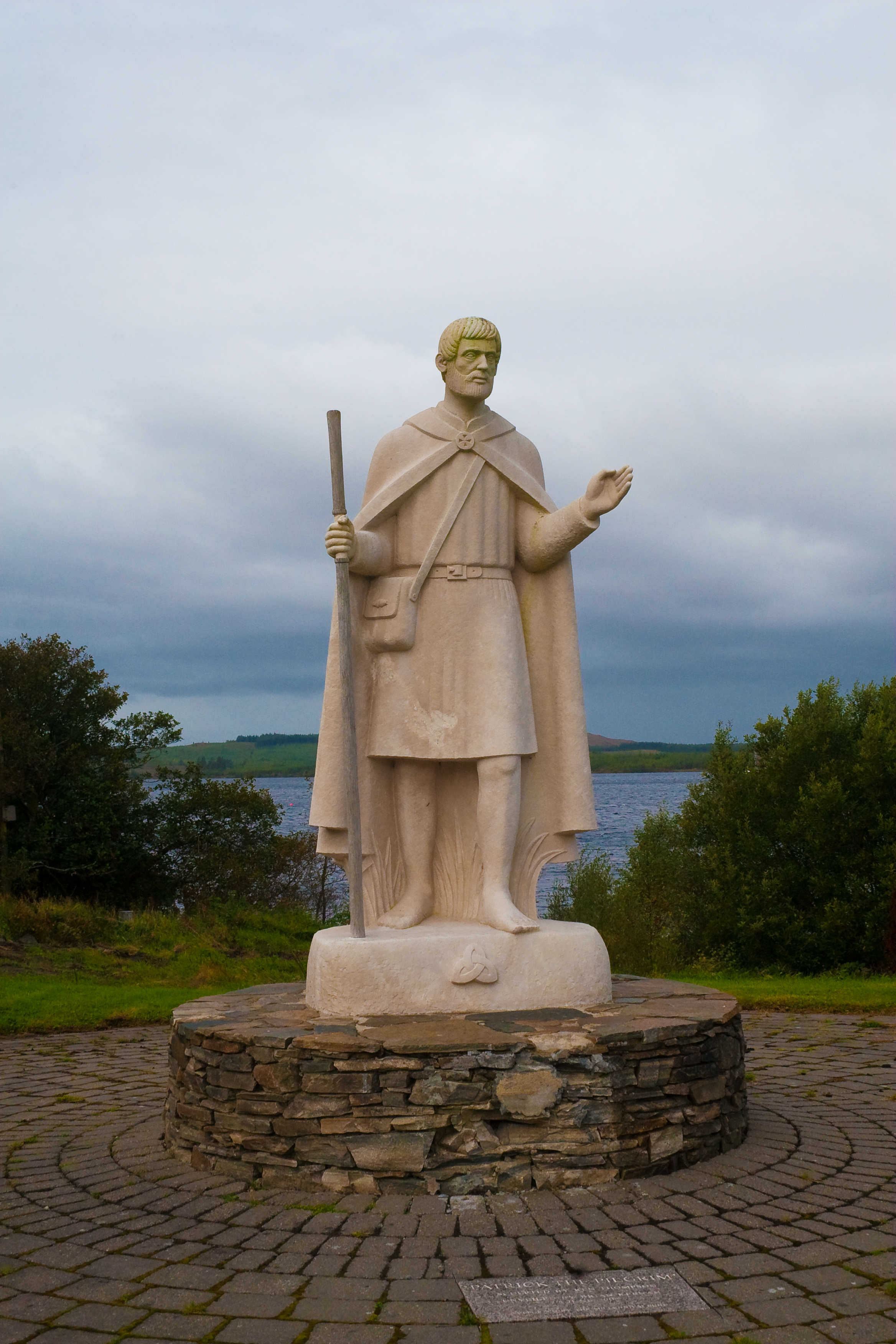
Sant Patrici pelegrí, escultura de Ken Thompson, 2002 (Lough Derg, Donegal, Irlanda)
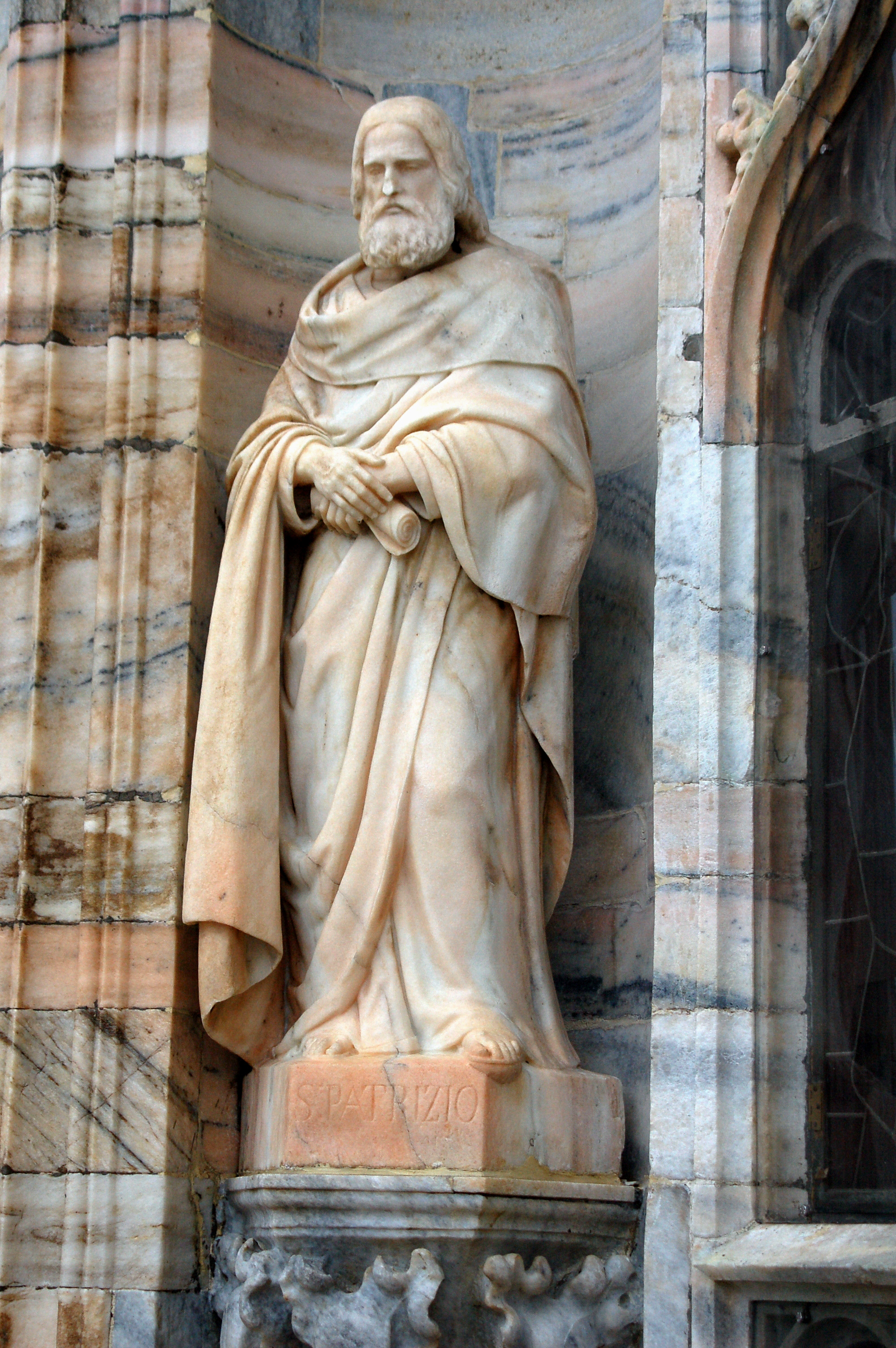
Escultura a la Catedral de Milà
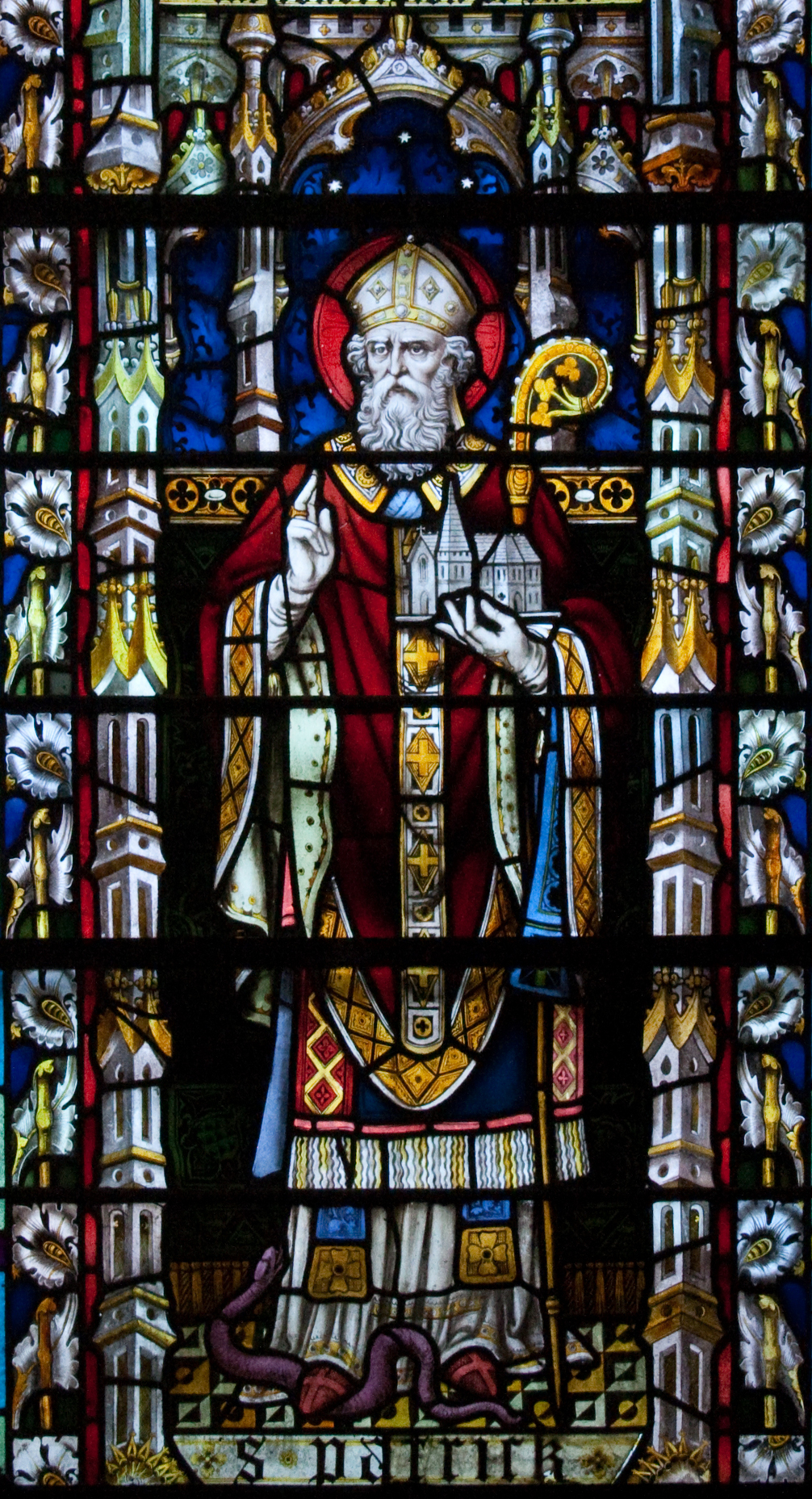
Vitrall de la catedral de Carlow, s. XIX
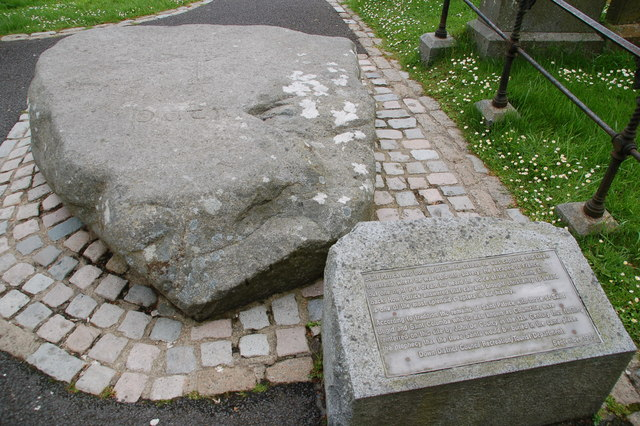
Pedra que marca la suposada tomba de Patrici, a Downpatrick